# Lamerdingen
Lamerdingen település Németországban, azon belül Bajorországban. Lakosainak száma 2225 fő (2023. december 31.).

## Népesség
A település népessége az elmúlt években az alábbi módon változott:
| Lakosok száma | 432  | 850  | 610  | 1589 | 1816 | 1896 | 1994 | 2014 | 2183 | 2225 |
|               | 1875 | 1950 | 1975 | 1987 | 2012 | 2014 | 2016 | 2017 | 2021 | 2023 |